# From the Cradle to Enslave
From the Cradle to Enslave är Cradle of Filths andra EP som när den gavs ut 1999 blev gruppens femte officiella skivsläpp. 
Titelspåret "From the Cradle to Enslave" blev det första att åtföljas av en musikvideo. Den gavs ut i två versioner eftersom den omgående censurerades. Videon innehåller närstudier av avrättningar, kvinnliga genitalier och missbildade människor.
Medlemsbyten förekom före och under inspelningen av denna EP. Bland annat slutade trumslagaren Nicholas Barker och ersattes av svensken Adrian Erlandsson.
Den 28 oktober 2016 utgavs From the Cradle to Enslave på blodröd vinyl.

## Musikvideo
Musikvideon, som regisserades av Alex Chandon, finns i två versioner – en censurerad och en ocensurerad. 
Den ocensurerade videon inleds med att bandet nattetid tågar in i en gotisk kyrkobyggnad, där en scen med musikinstrument väntar på dem. Sex ljus – som symboliserar bandets sex medlemmar – tänds och nu följer scener där var och en av medlemmarna antingen dödas eller begår självmord. Gitarristen Gian Pyres står i ett dunkelt rum med en blodig kniv, medan en barbröstad kvinna betraktar honom från ett biktbås. Inom kort släcks Pyres ljus och han är död. 
Därefter ses keyboardisten Les Smith i en cell, där han på golvet ritar en djävulssymbol. Två barbystade kvinnor kommer in till honom och en av dem drar upp sin läderminikjol och visar honom sin piercade vagina. Kvinnorna fjättrar honom med tunga kedjor och hans ljus utsläcks.
Därefter är det gitarristen Stuart Anstis tur att dö. Fyra kvinnor ses skära upp sina handleder med violinstråkar och en femte dyker upp ur ett badkar fullt med blod. Hon har ett rakblad i munnen, med vilket hon skär av Anstis hals. Scenen med badkaret är en referens till omslaget på skivan Cruelty and the Beast från 1998. Efter att ha sett Les Smith demolera sitt piano med hammare och beskådat ett darrande mänskligt missfoster är det dags för basisten Robin Eaglestone att dödas. Hans mun har tvångsöppnats och två lättklädda kvinnor tar fram en avbitartång. En grotesk gestalt tar tången och för den mot Eaglestones tänder och han nedsölas av blod. 
Alltfler otäcka och missbildade gestalter har tagit sig in i den sal där bandet musicerar. Två dominanta kvinnor för in trummisen Dave Hirschheimer i en cell, där en vid väggen fjättrad ung kvinna väntar. En av kvinnorna hugger en spjutspets i den fjättrade kvinnans mage och Hirschheimer halshugger den senare. Medan blodet forsar över hennes dekapiterade torso, smeker och kramar en av hans kvinnliga följeslagare den dödade kvinnans barm.
Slutligen är det dags för sångaren Dani Filth att möta sitt öde. I ett höstlikt landskap ses han kyssa en kvinnohand som sticker upp ur marken. Plötsligt skådar han på avstånd en svartklädd kvinna som vinkar åt honom och lockar honom med sig till en övergiven stenbyggnad. Där inne finner han, att hon har förvandlats till ett fasansfullt vidunder. Hon river ut hans hjärta och trycker in det i hans mun. Därmed är sångarens öde beseglat och det sista ljuset släcks. Videon avslutas med att scenen med hela bandet sänks ner i avgrunden.

## Låtförteckning
| Nr | Titel | Text         | Musik                        | Längd |
| -- | --- | ------------ | ---------------------------- | ----- |
| 1. | From the Cradle to Enslave                                                                                              | Dani Filth   | Cradle of Filth              | 6:37  |
| 2. | Of Dark Blood and Fucking                                                                                               | Filth        | Cradle of Filth              | 6:02  |
| 3. | Death Comes Ripping (Misfits-cover)                                                                                     | Glenn Danzig | Danzig                       | 1:57  |
| 4. | Sleepless (Anathema-cover)                                                                                              | Darren White | Daniel Cavanagh och Anathema | 4:19  |
| 5. | Pervert's Church (From the Cradle to Deprave) (remix av "From the Cradle to Enslave", endast på den europeiska utgåvan) |              |                              | 4:58  |
| 6. | Funeral in Carpathia (Be Quick or Be Dead Version)                                                                      | Filth        | Cradle of Filth              | 8:08  |
| 7. | Dawn of Eternity (Massacre-cover, endast på USA-utgåvan)                                                                | Kam Lee      | Rick Rozz                    | 6:24  |

## Musiker
- Dani Filth – sång
- Robin Eaglestone – elbas
- Stuart Anstis – gitarr
- Gian Pyres – gitarr
- Les Smith – keyboard
- Nicholas Barker – trummor (spår 6)
- Was Sarginson – trummor (spår 1, 3 och 4)
- Adrian Erlandsson – trummor (spår 2)
- Sarah Jezebel Deva – bakgrundssång